# 8세대 비디오 게임기
비디오 게임의 역사에서 8세대 비디오 게임기(eighth generation of video game consoles)는 2012년부터 출시된 4종의 가정용 비디오 게임기, 출시일별로 Wii U (2012), 플레이스테이션 4 제품군 (2013), 엑스박스 원 제품군 (2013), 그리고 닌텐도 스위치 제품군 (2017)을 가리킨다.
8세대에서는 하드웨어에서 주목할만한 혁신이 몇 가지 있었다.  소니와 마이크로소프트는 각자 전세대의 게임기와 유사한 설계와 기능을 갖췄으나 연산속도 상승, 지원 해상도 향상, 저장공간 증가 등 개선된 사양을 장착해, 가정용 컴퓨터에 더욱 가까운 환경을 갖추고 디지털 배급 및 GaaS 지원을 확대했다. 7세대 비디오 게임기 시대에 유행한 모션 컨트롤러는 서서히 모습을 감췄으나, 2016년 소니가 플레이스테이션 VR가 발매하는 등 가상 현실 지원에 대한 움직임이 있었다. 소니는 자사의 퍼스트파티 개발사와 플랫폼 독점 게임들을 사용자 유치 방식으로 활용했고, 반면 마이크로소프트는 엑스박스 및 윈도우용 구독 서비스 엑스박스 게임 패스와 게임 스트리밍 서비스 엑스박스 클라우드 게이밍를 신설해 고객을 유도했다. 소니와 마이크로소프트 모두 세대 중간에 고사양 콘솔 플레이스테이션 4 프로, 엑스박스 원 X, 그리고 저가형 콘솔 플레이스테이션 4 슬림, 엑스박스 원 S을 발매하는 '낀세대' 제품군을 도입했다. 2021년 기준으로 플레이스테이션 4와 엑스박스 원 제품군의 추정 판매량은 각각 1억 1600만 대, 5100만 대이다.
닌텐도는 소니와 마이크로소프트와 차별화하는 블루오션전략을 고수했다. Wii U는 Wii의 고성능판으로서 고사양 기기를 희망하는 유저층을 확보하려했으나 판촉에 진척을 겪었다. Wii U는 결과적으로 닌텐도 기대 이하의 성적을 거둬 2017년 단종까지 1350만 대를 판매하는 데 그쳤다. 2017년, 닌텐도는 Wii U 기기와 홍보전략의 결점들을 반성해, 폭넓은 국제적인 고객 유치와 다양한 게임 환경을 고려한 후속기기 닌텐도 스위치를 발매했다. 이후 스위치의 도킹 기능을 제거한 닌텐도 스위치 라이트를 발매했다. 닌텐도 스위치 제품군은 2022년 12월 기준으로 1억 2200만 대를 판매해 Wii를 뛰어넘은 상업적 성공을 세웠다.
휴대용 게임기들은 모바일 게임 시장의 압박으로 난항을 겪었다. 닌텐도 DS의 후속기기로서 닌텐도 3DS 및 2DS가 발매됐으며 플레이스테이션 포터블 또한 후속기기 플레이스테이션 비타가 그 위치를 계승했다. 닌텐도 3DS 제품군은 2019년 9월 기준 누적 판매량이 7500만 대였으나 비타의 판매량은 2015년 기준으로 1000만 대에 그쳤다. 소니는 2019년 비타를 단종하면서 더 이상 휴대용 게임기를 생산할 계획이 없다고 발표했다. 닌텐도는 2020년 닌텐도 3DS 생산을 중단하면서 스위치 제품군을 제외한 휴대용 게임기 제작을 전면 중지했다.
8세대 게임기 시장은 2015년 중국의 게임기 수입중단 조치 철회와 모바일 게임 시장 성장에 지대한 영향을 받았다. 저가형의 마이크로콘솔들이 8세대 시대에 다수 출시했다.
2020년 11월, 소니가 플레이스테이션 5를 발매하고 마이크로소프트가 엑스박스 시리즈 X 및 시리즈 S를 출시하면서 9세대 비디오 게임기 시대를 열었다. 이들은 차세대 게임기로서 8세대 게임기 전용 게임의 하위호환을 지원함으로써 8세대 게임의 수명을 연장했다.

## 배경
8세대 게임기는 스마트폰, 태블릿 컴퓨터와 스마트 TV와의 경쟁이 불붙을 것이라는 전망이 지배적이었다.

## 참조